# Zündstrahlmotor
Ein Zündstrahlmotor ist ein Gasmotor auf der Basis einer Dieselmotorenkonstruktion, die mit brennbarem Gas wie z. B. Biogas betrieben wird. Über die systemeigene Kraftstoffeinspritzung wird nur eine zum Zünden des Gas-Luft-Gemisches benötigte geringe Menge an flüssigem Treibstoff zugeführt, der im hochverdichteten Gemisch von selbst entflammt.
Zündstrahlmotoren werden vorrangig in Blockheizkraftwerken eingesetzt, um Schwachgase (überwiegend Biogas, siehe auch Biogasmotor) zu verbrennen. Das relativ klopffeste Biogas  kann ohne Gefahr einer Selbstzündung in hochverdichtenden Motoren angesaugt werden. Der Zündstrahlmotor fügt dann zum Zündzeitpunkt eine kleine Menge Zündöl, zum Beispiel Dieselkraftstoff, hinzu, um die Verbrennung des gesamten brennbaren Gemisches einschließlich des Biogases einzuleiten. Optimierte Zündstrahlmotoren kommen heute mit einer Menge von 2 % Zündöl aus, ältere Systeme benötigen noch bis zu 10 %.
Im Prinzip kann jeder Dieselmotor zu einem Zündstrahlmotor umgerüstet werden. Besonders geeignet dafür sind Pumpe-Düse-Einspritzsysteme sowie Common-Rail-Einspritzsysteme. Diese können elektronisch geregelt auf die Betriebsbedingungen durch unterschiedliche Biogasqualitäten angepasst werden und eignen sich auch für den Einsatz von Pflanzenölen. Das Biogas als eigentliches Brenngas wird über ein ebenfalls elektronisch gesteuertes Dosiersystem (Prinzip wie bei der Benzin-Einspritzung) dem Ansaugkanal zugegeben.
Im Rahmen des Gesetzes für den Vorrang erneuerbarer Energien (EEG 2009) dürfen Biogasanlagen, die vor dem 1. Januar 2007 in Betrieb gegangen sind, mit fossilem Zündöl (Heizöl) betrieben werden. Später in Betrieb genommene Anlagen müssen zur notwendigen Anfahr-, Zünd- und Stützfeuerung Biodiesel (PME) oder Pflanzenöl verwenden.